# Joseph Hellmesberger junior

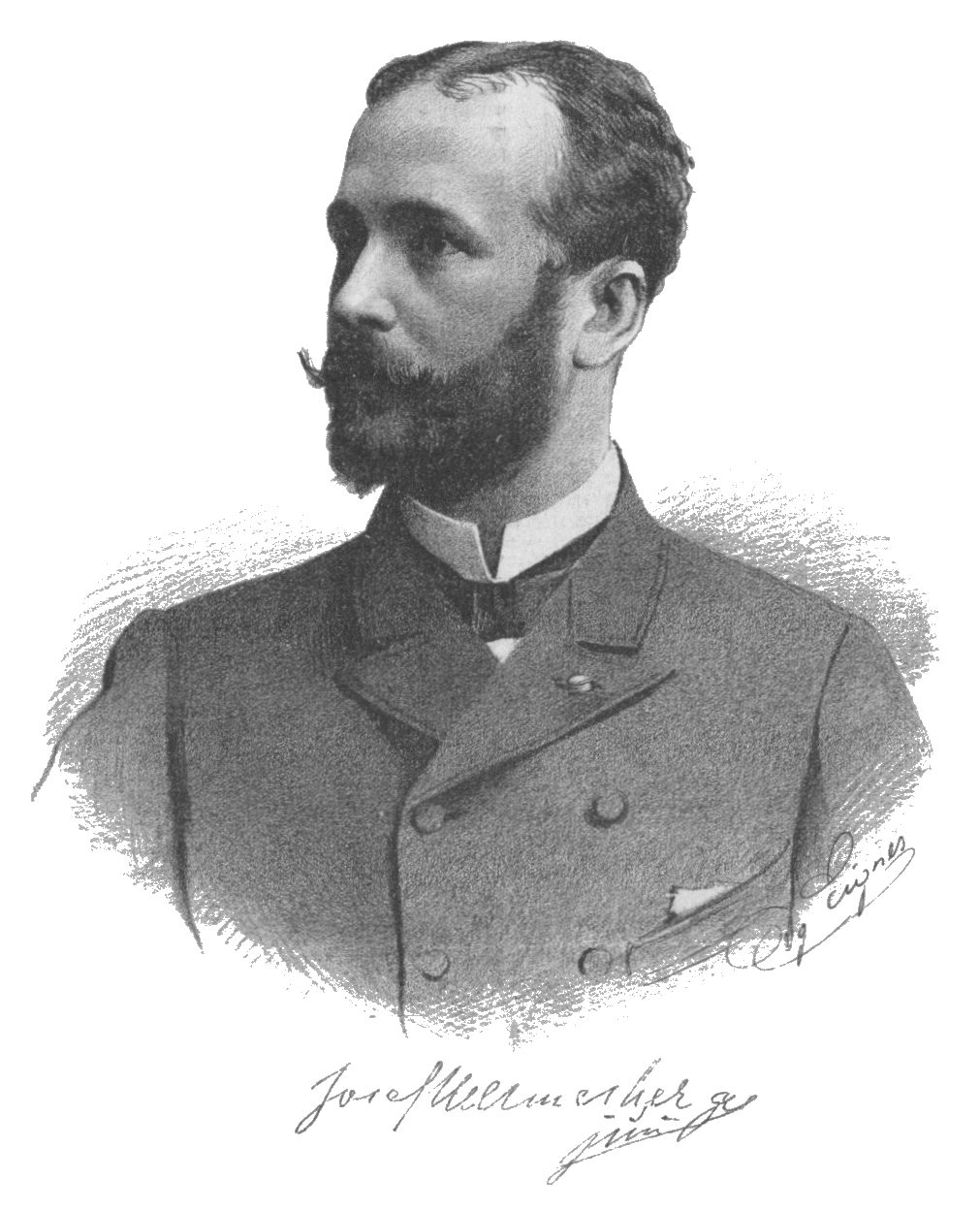
Joseph Hellmesberger jun., Lithographie von Ignaz Eigner, 1887

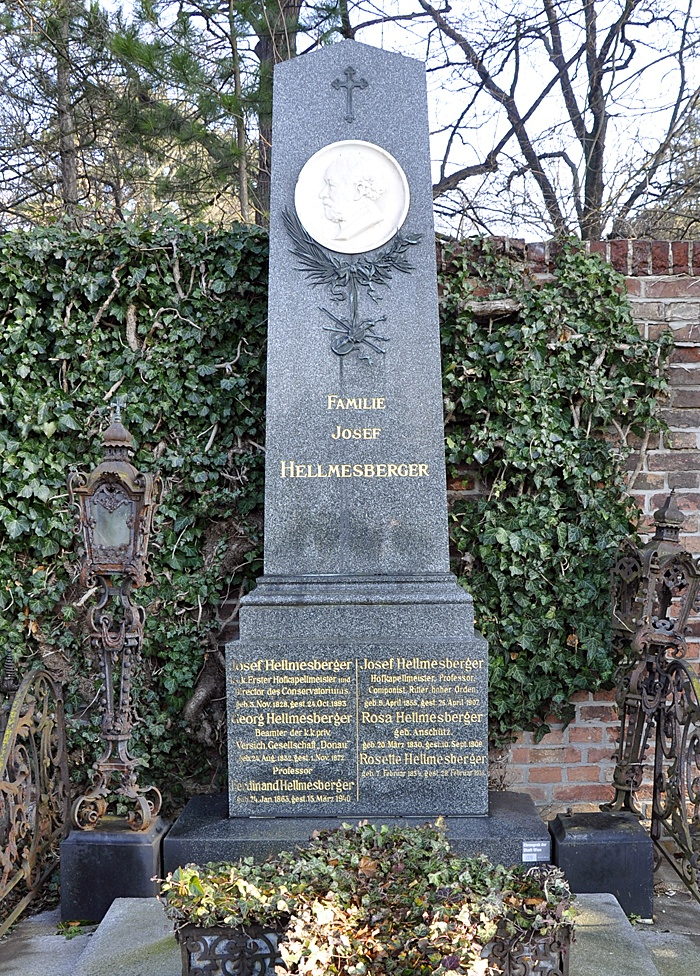
Hellmesberger-Grab auf dem Hietzinger Friedhof

Joseph Hellmesberger jun., genannt „Pepi“ Hellmesberger (* 9. April 1855 in Wien; † 26. April 1907 ebenda) war ein österreichischer Komponist, Violinist und Abonnementdirigent der Wiener Philharmoniker.

## Leben
Joseph Hellmesberger war der Sohn des österreichischen Violinisten und Dirigenten Joseph Hellmesberger senior (1828–1893), der auch sein erster Lehrer war. Bereits im Alter von 15 Jahren wurde er als 2. Violinist Mitglied des Quartetts seines Vaters (Hellmesberger-Quartett), dessen Leitung er 1887 übernahm und mit 18 Jahren trat er als Geiger in das Wiener Hofopernorchester ein. Als Konzertmeister (in der Streicherbesetzung) und als Schlagzeuger (in der Bläserbesetzung) begann er 1875 den Militärdienst in der Kapelle des österreichischen Infanterie-Regiments Nr. 4, rückte noch im selben Jahr zum Kapellmeister auf und übernahm 1876 die Leitung der Militärmusik der „32er“. Diese Funktion hatte er bis 1878 inne. Ab 1878 wirkte er als Sologeiger in der Wiener Hofmusikkapelle und an der Hofoper (heute Wiener Staatsoper). Ebenfalls ab 1878 war er Professor für Violine am Konservatorium der Gesellschaft der Musikfreunde in Wien (der Vorgängeranstalt der Wiener Musikakademie).
1890 wurde er erster Hofkapellmeister der Wiener Hofkapelle und wirkte auch am Ringtheater als Kapellmeister, wo er auch den Ringtheaterbrand hautnah miterlebte. Als Nachfolger von Gustav Mahler leitete er von 1901 bis 1903 die Philharmonischen Konzerte.
1903 legte er aus privaten Gründen alle Wiener Funktionen nieder und ging als Kapellmeister an das Stuttgarter Hoftheater. Schon ein Jahr später kehrte er nach Wien zurück, erkrankte bald nach seiner Rückkehr und verstarb 1907.
Seine Grabstätte befindet sich auf dem Hietzinger Friedhof (Gruppe 15, Nummer 4 D).

## Werke (Auswahl)
Er schuf 22 Operetten, 6 Ballette, Tänze und Lieder und Märsche.
| Werke von Joseph Hellmesberger junior | Werke von Joseph Hellmesberger junior                             | Werke von Joseph Hellmesberger junior                                     |
| ------------------------------------- | ----------------------------------------------------------------- | ------------------------------------------------------------------------- |
| 1879                                  | Historien-Musik zur Feier der silbernen Hochzeit Franz Josephs I. | Historien-Musik zur Feier der silbernen Hochzeit Franz Josephs I.         |
| 1880                                  | Der Graf von Gleichen                                             | Operette                                                                  |
| 1880                                  | Kapitän Ahlström                                                  | Operette                                                                  |
| 1881                                  | Der Rattenfänger von Hameln                                       | Bühnenmusik für das Ringtheater                                           |
| 1884                                  | Harlekin als Elektriker                                           | Ballett                                                                   |
| 1886                                  | Der schöne Kurfürst                                               | Operette                                                                  |
| 1886                                  | Fata Morgana                                                      | Oper                                                                      |
| 1887                                  | Die verwandelte Katze                                             | Ballett                                                                   |
| 1887                                  | Rikiki                                                            | Operette                                                                  |
| 1889                                  | Das Orakel                                                        | Operette                                                                  |
| 1890                                  | Der bleiche Gast                                                  | Operette                                                                  |
| 1890                                  | Meißner Porzellan                                                 | Ballett                                                                   |
| 1891                                  | Das Licht                                                         | Ballett                                                                   |
| 1892                                  | Vater Radetzky                                                    | Festspiel anlässlich der Enthüllung des Radetzky-Denkmals, 24. April 1892 |
| 1893                                  | Die fünf Sinne                                                    | Ballett                                                                   |
| 1895                                  | Die Doppelhochzeit                                                | Operette                                                                  |
| 1902                                  | Der Wunderkaftan                                                  | Operette                                                                  |
| 1902                                  | Die Perle von Iberien                                             | Ballett                                                                   |
| 1904                                  | Das Veilchenmädel                                                 | Operette                                                                  |
| 1904                                  | Die Eisjungfrau                                                   | Operette                                                                  |
| 1905                                  | Wien bei Nacht                                                    | Operette                                                                  |
| 1905                                  | Die schöne Liedersängerin                                         | Operette                                                                  |
| 1906                                  | Triumph des Weibes                                                | Operette                                                                  |
| 1906                                  | Die drei Engel                                                    | Operette                                                                  |
| 1906                                  | Mutzi                                                             | Operette                                                                  |
| 1909                                  | Der letzte Fasching                                               | Operette                                                                  |
| 1911                                  | Der Veilchenkavalier                                              | Operette                                                                  |
| 1934                                  | Wiener G’schichten                                                | Singspiel, bearbeitet von O. Jascha                                       |
| 1880                                  | Die Schmauswaberl                                                 | Operette                                                                  |
| 1882                                  | Drei Schwarzmäntel                                                | Operette                                                                  |
| posthum                               | Der Schusterkönig                                                 | Operette                                                                  |
| posthum                               | Nachtfalter                                                       | Operette                                                                  |
| posthum                               | Die beiden Mazzi                                                  | Operette                                                                  |

### Weitere Werke
- Ballszene (E-Dur)
- Glocken Polka und Galopp aus der Ballett Excelsior
- Danse Diabolique
- Auf Wiener Art (Polka française)
- Kleiner Anzeiger (Polka schnell)
- Unter vier Augen (Polka)
- Valse Espagnol
- Valse Lento
- Elfenreigen
- Fur die ganze Welt (Walzer)
- Leichtfüssig (Polka schnell)
- Vielliebchen (Polka)
- Gavotte
- Heinzelmännchen
- Wiener Couplet Quadrille
- Zigeunertanz aus der Ballettmusik Die Perle von Iberien